# Разтваряне (кино)
В процеса на постпродукция на монтажа на филми и видеомонтажа, разтварянето (понякога наричано поетапно разтваряне) е постепенен преход от едно изображение към друго. Термините чезнене (наричани още избледняване към черно) и появяване се използват за описване на прехода от и към празно изображение. Това е обратното на разрез, при който няма такъв преход. Разтварянето припокрива два кадъра по време на ефекта, обикновено края на една сцена и началото на следващата, но може да се използва и в монтажни последователности. Обикновено, но не винаги, разтварянето се употребява, за да се покаже, че между двете сцени е изминал период от време. Също така, то може да загатва промяна на мястото или началото на ретроспекция.

## Създаване на ефекта
На кино лента този ефект обикновено се създава с оптичен принтер чрез контролирана двойна експозиция от кадър на кадър. При линейна видеомонтаж или телевизионна продукция на живо, същият ефект се създава чрез интерполиране на напреженията на видеосигнала. При линеен видеомонтаж или при телевизионни продукции на живо разтварянето се осъществява с помощта на софтуер чрез постепенно интерполиране между RGB стойностите на всеки пиксел на изображението. По желание аудиозаписът също може да се кръстоса между различните звукови записи.

## Използване
Разрези и разтваряния се използват по различен начин. Разрезът на камерата променя перспективата, от която се изобразява една сцена. Сякаш зрителят изведнъж и мигновено се мести на друго място и може да види сцената от друг ъгъл.
Избледняването и разтварянето обикновено са с продължителност от 1 до 2 секунди (24 – 48 кадъра), въпреки че това може да варира в зависимост от предпочитанията на режисьора и редактора. Краткото разтваряне (6 – 12 кадъра) може да се използва за омекотяване на очевидните твърди съкращения, които могат да стряскат зрителя, или скокови разрези.
В разказвателен план продължителността на разтварянето се диктува от настроението или темпото, което директорът или редакторът желае да създаде. Например, в началната последователност на Гражданинът Кейн, разтварянето между основните кадри е бавно поради просмукващото се чувство за болест, която Орсън Уелс и неговите сътрудници искали да създадат. В поредицата „Новини за марша“ (монтаж) скоро след това, разтварянията са много по-кратки, тъй като намерението е да се създаде усещане за жизненост в живота на все още мистериозния водещ герой и (предполагаемо) да ускори кинохроничната последователност.
Разтварянията са най-често срещани в класическото кино (вж. Непрекъснато редактиране), но сега се използват по-рядко. Техниката започва да излиза от употреба, тъй като режисьорите попадат под влиянието на режисьорите от Френската Нова вълна и тяхното иновативно използване на скоковия разрез, а отсъствието на линеен разказ става по-широко използване. Също така понякога се смята, че ефектът е бил най-добре използван в монохромната кинематография, където градациите на сивото са смесени, а не евентуално несъвместими цветови тонове. Въздействието на телевизионните новинарски емисии може също да е довело до там, че техниката да изгуби всякакво претенции за съвременно усещане.
Разтварянията обикновено са сведени до минимум в повечето филми. Това се дължи главно на стилистичния вкус. Много рядко се вижда кадър, който да започва и да завършва с разтваряне. Много рядък (и ефективен) пример за това се вижда в „Място под слънцето“, режисиран от Джордж Стивънс, малко след кулминационната сцена, когато главният герой на Монтгомъри Клифт е удавил персонажа на Шели Уинтърс и бяга.